# Mario Trevi recita le sue sceneggiate nel ruolo di 1º attore
Mario Trevi recita le sue sceneggiate nel ruolo di 1° attore, pubblicato nel 1976 su 33 giri (ZSLPR 55911), Stereo8 (Z8PR 55911) e Musicassetta (ZKPR 55911), è un album discografico del cantante Mario Trevi.

## Il disco
L'album è una raccolta di brani di Mario Trevi, alcuni già incisi su 45 giri, altri inediti, per la casa discografica Presence con distribuzione della RCA Italiana. L'album contiene brani appartenenti ai generi musicali di giacca e di cronaca, ritornati in voga a Napoli negli anni settanta, che riporteranno in voga il genere teatrale della sceneggiata.
Intrapreso il teatro della sceneggiata nel 1973, in questo album, Trevi, come altri colleghi all'epoca come Mario Merola e Mario Abbate, propone un disco di audio-sceneggiate, alternando i brani che hanno ispirato le sceneggiate portate in teatro ad una sorta di audio-riassunto delle stesse. Alle registrazioni prendono parte Gino Maringola, Maria Del Monte, Enzo Romano, Nilde e Tina De Magistris.

## Tracce
1. 'Nu telegramma  (Sceneggiata)
2. 'Nu telegramma  (Palumbo-Ricci-Iglio)
3. 'A mano nera (Sceneggiata)
4. 'A mano nera (Moxedano-Iglio)
5. 'O fuggiasco (Sceneggiata)
6. 'O fuggiasco (Moxedano-Iglio)
7. 'O cammurrista (Sceneggiata)
8. 'O cammurrista (Langella-Iglio)
9. Cella 17 (Sceneggiata)
10. Cella 17 (Moxedano-Iglio)
11. 'O mariuolo (Moxedano-Iglio)
12. 'O mariuolo (Moxedano-Iglio)